# Oiclus questeli
Espèce
Oiclus questeli est une espèce de scorpions de la famille des Diplocentridae.

## Distribution
Cette espèce est endémique de Saint-Barthélemy dans les Petites Antilles.

## Description
Le mâle holotype mesure 22,30 mm et les femelles paratypes 19,35 mm et 23,15 mm
Les mâles mesurent de 22,20 à 22,40 mm et les femelles de 19,35 à 24,10 mm.

## Étymologie
Cette espèce décrite par Rolando Teruel en 2008 est nommée en l'honneur de Karl Questel qui à découvert l'holotype en 2003.

## Publication originale
- Teruel, 2008 : A new species of Oiclus Simon, 1880 (Scorpiones : Scorpionidae : Diplocentrinae) from saint-Barthélemy, Lesser Antilles. Boletín de la Sociedad Entomológica Aragonesa, vol. 43, p. 95-99 (texte intégral).